# Artúr, az angyal
Az Arthúr, az angyal egy magyar - amerikai kézzel rajzolt animációs televíziós sorozat, amelyet 1959-től gyártottak és 1962-re copyrightoltatta az MJP Enterprises. A fekete-fehér változatot az NDK-ban mutatták be a televízióban (a DEFA Alapítvány szerint 1963-ban a mozikban is), míg a színesben az USA-ban.
A sorozat az amerikai MJP Enterprises megbízásából készült a magyarországi Pannóniában, Art Paul és Gig Friedman ötlete és karakterei alapján, a képes forgatókönyvet pedig a Jack Glenn inc. készítette. Jack Glenn rendezte, Bernice Trefman tervezte, forgatókönyv írója és animációs rendezője Dargay Attila, a zenéért pedig Gyulai Gaál János felelt. Ez Dargay első animációs sorozata.
Az Icestorm Entertainment 2001-ben kilenc epizódot adott ki németül DVD-n és VHS-en (Arthur der Engel néven) és 2004 augusztusára mind a tizenkét epizód együtt jelent meg egy DVD-n. A teljes játékidő 103 perc.

## Szinopszis
Miután Arthur a mennybe kerül, jól akarja érezni magát. Péter azonban folyamatosan a földre küldi, hogy segítsen az embereken. Különféle kalandokat él át, és bajba is kerül, találkozik banditákkal, dzsinnekkel, kalózokkal.

## Epizódlista
megjegyzés: az epizód lista nem a magyar címeket, hanem a német és amerikai címek fordításait tartalmazza.
1. Mint az ókori Rómában
2. Róma császára
3. Vízzel és kenyérrel
4. A csodalámpa
5. A Kincses Sziget titka
6. A vadnyugaton
7. A nagy tigrisvadászat
8. Kis Bob vadászata
9. A robot
10. A Balszerencse üldözésében
11. Artúr az angyal találkozik Hardluck Harryvel
12. Artúr és Frankenstein
13. Artúr és Frankenstein szörnye
14. Artúr és a kalózok
15. Artúr a hóban
16. Artúr az angyal
17. Elveszve a Hóban